# Daniel Biveson
Daniel Biveson, född 16 december 1976 i Lidingö (Stockholms län), är en svensk före detta snowboardåkare (alpint). Biveson tävlade för Sverige i vinter-OS 2002, 2006 och 2010. Han nådde placeringarna 11:a, 16:e och 14:e i parallellstorslalom i de tre OS-arrangemangen.
Biveson tävlade för Stockholmsklubben Utförsåkarsällskapet. 2010 avslutade han sin karriär.

## Världscupen
Biveson har också tävlat framgångsrikt i snowboardens världscup. Han deltog i världscupen åren 1996–2010 och nådde som bäst segrar i fyra lopp, enligt följande:
- 30 november 2001 – parallellslalom, Ischgl
- 20 mars 2002 – parallellstorslalom, Tandådalen
- 9 mars 2003 – parallellslalom, Serre Chevalier,
- 19 mars 2006 – parallellstorslalom, Furano,

## Familj
Daniel Biveson är gift med Aprilia Biveson (född Hägglöf), som också tävlar i snowboard. Hon nådde 16:e plats i damernas parallellstorslalom i vinter-OS 2006.